# Малая Пера
Малая Пера (коми Ичӧт Пера) — посёлок сельского типа в Республике Коми, входит в состав муниципального района «Сосногорск», центр Малоперского сельского поселения, расположен в 85 км на север от города Сосногорск. Население на 2002 год 887 человек.

## История
Основан при железнодорожной станции Малая Пера в 1942 году, как посёлок спецпоселенцев лесопункта Ухтинского леспромхоза ГУЛАГа. С 1946 года появилось гражданское население, в том же году открыта начальная школа, с 1949 года — неполная средняя, в 1964 году школа преобразована в среднюю. Также с 1946 года действуют детский сад и участковая больница, с 1949 года — клуб. В 1953 году построен железнодорожный тупик, в 1962 году — лесоцех.
В 1970 году в поселке проживало 1230 человек, в 2002 году — 887.

## Население
| 2010 |
| ---- |
| 469  |

По данным на 2013 год население составляло 337 человек.
По данным на 2020 год население составляет 15 жителей.